# 恐竜たちの船
「恐竜たちの船」（きょうりゅうたちのふね、原題: Dinosaurs on a Spaceship）は、イギリスのSFドラマ『ドクター・フー』の第7シリーズ第2話。2012年9月8日に BBC One とアメリカ合衆国のBBCアメリカで初放送された。脚本は後に番組製作総指揮を執ることになるクリス・チブナル、監督はサウル・メッツスタインが担当した。
本作では異星人のタイムトラベラー11代目ドクター（演:マット・スミス）と彼のコンパニオンのエイミー・ポンド（演:カレン・ギラン）とローリー・ウィリアムズ（演:アーサー・ダーヴィル）、ローリーの父ブライアン（演:マーク・ウィリアムズ）、ネフェルティティ王妃（リアン・スティール）、大物ハンターのジョン・リデル（演:ルパート・グレイヴス）が登場する。彼らは恐竜を収容している巨大な宇宙船に到着し、それがサイルリアンの方舟であることを発見する。サイルリアンは価値ある物として恐竜に目を付けた闇商人ソロモン（演:デイビッド・ブラッドリー）により虐殺されていた。
「恐竜たちの船」は『ドクター・フー』に恐竜を登場させるという特殊効果チームの提案に基づき、楽しいエピソードとして考案された。ストーリーラインと登場人物はチブナルと筆頭脚本家兼エグゼクティブ・プロデューサーのスティーヴン・モファットの間で生み出され、予算の都合上恐竜を物語の中心にできなかったため、プロットの幅を広げる必要があった。恐竜の撮影には小道具とCGIの両方が用いられた。「恐竜たちの船」は第3話「情け無用の街」と共に第7シリーズの第1製作ブロックに位置付けられ、製作は2012年の前半にスタジオとヴェール・オブ・グラモーガンのサザンダウンビーチで開始された。イギリスでの視聴者数は757万人で、批評家からは一般に肯定的に評価された。

## 製作

### 脚本
番組製作総指揮スティーヴン・モファットは、宇宙船に恐竜を乗せることが成功の秘訣だと述べた。『ドクター・フー』で恐竜を登場させるというアイディアは特殊効果チーム The Millと Millennium FX が提案したものであった。「ダーレク収容所」は暗いオープニングエピソードであったため、「恐竜たちの船」はより楽しいエピソードにすることが目標とされた。モファットは脚本家クリス・チブナルに対し、「地球に向かっていて、地球では警報が鳴っている」という状況を提案した 。チブナルは以前に『ドクター・フー』で「タイムリミット42」（2007年）や「ハングリー・アース」「冷血」（2010年）を執筆していたほか、『ドクター・フー』のスピンオフシリーズ『秘密情報部トーチウッド』の脚本も担当していた。また、ドクターも以前に Invasion of the Dinosaurs（1974年）で恐竜と遭遇している。宇宙船がサイルリアンのものにすることはモファットが提案し、サイルリアンの再登場を「ハングリー・アース」「冷血」で描いていたチブナルは、真にサイルリアンにまつわる物語ではないにせよ彼らの多くの部分を明かすことができると感じた。
チブナルは時空を超えた風変りなキャラクターを登場させることを提案した。彼は『ドクター・フー』が世界中の他のどの番組にもできない登場人物の組み合わせができると感じ、本質的に共通点のないキャラクターの集団が互いに跳ね返り合う様を描けると考えた。ネフェルティティが自身の時代に帰らないという決断は、彼女の死因が明らかになっていないという歴史的記録に合わせたものである。エイミーとローリーが3話後の「マンハッタン占領」で退場することから、チブナルはローリーの父を本作に登場させ、ローリーの家族の生活を掘り下げようともした。

### 配役
ローリーの父ブライアンを演じたマーク・ウィリアムズは以前5代目ドクターのオーディオ The Eternal Summer に出演していた。エドワード朝時代のハンターであるリデルを演じたルパート・グレイヴスはモファットの作品であるBBCのテレビドラマ『SHERLOCK（シャーロック）』でグレッグ・レストレード警部役を演じていた。

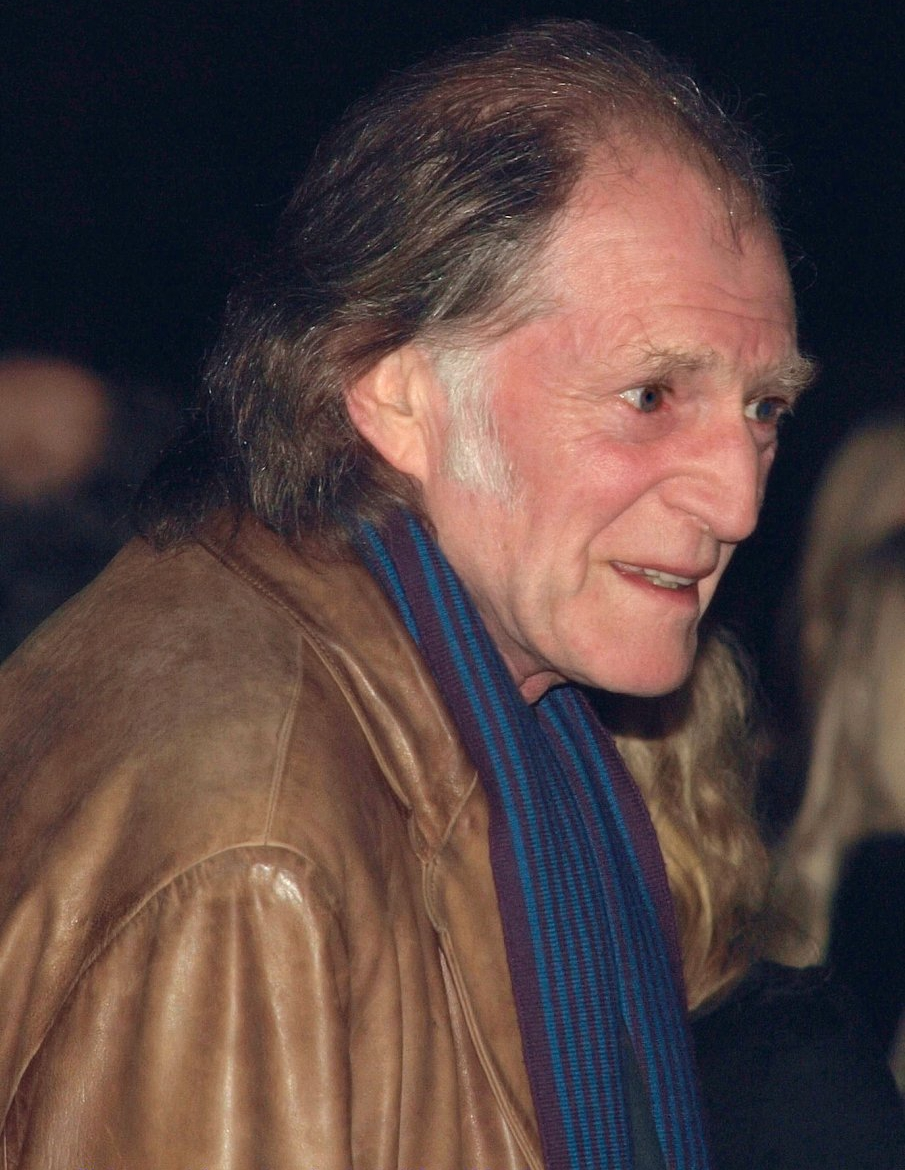
デイビッド・ブラッドリーは本作のメインの悪役ソロモンとして配役された。

ウィリアムズはソロモン役のデイビッド・ブラッドリーと映画『ハリー・ポッター』シリーズで共演していた。ソロモンは"長い髪をした有名なナイトクラブのオーナー"がモデルとなっており、チブナルは彼を「半分はビジネスマン、半分はソマリ族の海賊だ」と表現した。後にブラッドリーは『ドクター・フー』50周年記念ドキュメンタリードラマ An Adventure in Space and Time で初代ドクターのウィリアム・ハートネル役を演じ、2017年クリスマススペシャル「戦場と二人のドクター」でも初代ドクター役で出演することになる。ソロモンの召使ロボット2体の声はコメディコンビ Mitchell and Webbが担当し、エグゼクティブ・プロデューサーのキャロライン・スキナーはこの配役を完璧だと評価した。
本作でサイルリアンのブレイタルを演じたリチャード・ホープは「冷血」と「ドクター最後の日」で同じくサイルリアンのマロケ役を演じていた。

### 撮影と効果
「恐竜たちの船」と次話「情け無用の町」は第7シリーズで最初に制作されたエピソードであり、監督はサウル・メッツスタインが担当した。彼が『ドクター・フー』にクレジットされたのは初めてのことであった。本作では番組史上最大のセットの1つが使用されたほか、エンジンルームのシーンは2012年2月下旬にヴェール・オブ・グラモーガンのサダンザウンビーチで撮影された。このビーチは「永遠の別れ」（2006年）と「旅の終わり」（2008年）でバッド・ウルフ・ベイとして使用され、「天使の時間」「肉体と石」（2010年）では惑星アルファヴァ・メトラクシスの海岸として使用された。
製作チームは効果とセットを計画する際にシリーズの予算を気にかけなくてはならなかった。チブナルは「本作は300万ポンドを軽く簡単に消費するだろうがそんな予算はない」とコメントしており、そのため恐竜はエピソードの中心から外され、チブナルは他の大きなストーリーラインを提示しなくてはならなくなった。エイミーとリデルとネフェルティティがティラノサウルスに躓くシーンは元々CGIのラプトルが登場していたが、その費用高くつくため当該シーンは大幅に削られることとなった。Millennium FX は彼らがデザインした展示物の未成熟ティラノサウルスを使うことでシーンを実現した。本作では複数の人気恐竜が登場し、はじめから製作されたものもあれば、CGIのものもあった。トリケラトプスに乗っている時にスミスは肩パッドを装着しなくてはならず、当時の撮影を「痛い2時間だった。やる価値は間違いなくあったけどね」と振り返った。スミスとダーヴィルおよびウィリアムズが乗った時、トリケラトプスは体半分が実際に製作されてスタッフが押して動かしていた。トリケラトプスの残りの部分は The Mill によるCGIで撮影された。また、本作に登場するラプトルは、ITVで放送されていた古生物を題材とするSFドラマ『プライミーバル』に登場するラプトルのCGモデルを The Mill が流用したものである。
タイトルシークエンスの『ドクター・フー』のロゴは恐竜の皮膚のテクスチャが採用されており、第7シリーズ前半のロゴの多様化を引き継いでいる。

## 放送と反応
本作の試演クリップ映像は2012年のコミコン・インターナショナルで公開された。テレビでは2012年9月8日にイギリスの BBC One で初放送され、同日にアメリカ合衆国ではBBCアメリカで放送された。日本では放送されていないが、2013年11月23日から『ドクター・フー』の第5シリーズから第7シリーズにかけての独占配信がHuluで順次開始され、「恐竜たちの船」は2014年に配信された。
イギリスでの当夜の視聴者数は550万人で、タイムシフト視聴者を加算した最終合計値は757万人に達した。BBC iPlayer では9月に180万リクエストを受け、「ダーレク収容所」に次いで2番目に高い記録を残した。Appreciation Index は87を記録した。

### 批評家の反応
「恐竜たちの船」は一般に批評家から肯定的にテビューされたが、数名の否定派もいた。ガーディアン紙のダン・マーティンは楽しいエピソードであると表現し、予算のかかりそうな外見のセットと恐竜、エイミーとローリーの活用、ギャングのコンセプトを称賛した。彼は本作が「タイトルだけで薄っぺらだ」と認めたものの、『ドクター・フー』で最も面白い第2話であると考えた。しかし、暗い側面を強調した点については「全てを台無しにしかねない」と批判した。同様に、io9のチャーリー・ジェーン・アンダーズは本作を長年見てきた『ドクター・フー』の中で最も記憶に残る楽しいエピソードであると評価し、ドクターとポンド夫妻の距離が徐々に広がりつつあることと、ドクターが認知されていないという第7シリーズの定期的なテーマを指摘した。ラジオ・タイムズの批評家パトリック・マルケーンは完璧に実現したCGIの恐竜が Invasion of the Dinosaurs で見られた恐竜たちを清算したと喜んだ。また、彼はブラッドリーのソロモンと、以前のシリーズで見られたような人間ではなくサイルリアンにより建造された方舟の新鮮な捻りを称賛した。The A.V. Clubのケイス・フィップスは本作にB評価を与え、典型的ではあるが良く実行されていると述べた。マーティンと違い、彼は本作の暗い雰囲気を楽しんだ。The Consulting Detective のウィル・バーバー＝テイラーは本作が「良質なCGIと遥かに良いテンポのストーリーが混ざっていて、『恐竜たちの船』にはその結末まで釘付けになる」と評価した。
SFX のデイヴ・ゴールダーは本作に4つ星を与え、「軽微でフワッとしていて馬鹿馬鹿しく、たまにプロットも軋む……しかし、凄く面白い」と語った。彼はゲストキャラクターがコメディというよりもむしろ"真っ直ぐ"だったと称賛し、恐竜の効果を絶賛し、サイルリアンという捻りについても「連続性を豊かにしている」と述べた。しかし、彼はティーザーのテンポがあまりにも速すぎ、ネフェルティティは当たり障りのないものだったと感じ、ドクターが大物ハンターとの友情を持つことはありそうにないと綴った。IGNのマット・リズレイは「恐竜たちの船」を10点満点で7点と評価し、「本作は脚本や哀愁に対し何の賞も得られないだろうが、気まぐれに家族友人に勧める程度には成功している」と述べた。彼はブライアンを絶賛した一方でリデルを批判し、必要な時に都合良くプロットに関与しただけだったと述べた。また、彼は『銀河ヒッチハイク・ガイド』に登場する鬱病ロボットのマーヴィンらしさを欠く、口論するロボットを好まなかった。しかし、インデペンデント紙のニーラ・デブナスはギャングを気に入り、「キャラクターそれぞれに欠点や背景があり、コンパニオンが増えることで番組に多様性を与えている」と述べた。
デジタル・スパイのモーガン・ジェフェリーはさらに賛否両論の批評をしており、本作に星5つのうち3つ星を付けた。彼は本作を「遥かに詰め込み過ぎだ」と述べ、リデルとネフェルティティが1次元的でありプロットで上手く使われていなかったと批判した。また、彼はロボットを批判したほか、ドクターがソロモンを見殺しにした点には「余りにも現実離れし過ぎているかもしれない」とコメントした。しかし、彼は主役3人とブライアンを称賛し、そしてエイミーとローリーを使って先の展開の予兆を見せている点を絶賛した。デイリー・テレグラフのギャヴィン・フラーはさらに否定的で、星5つのうちわずか2つ星しか付けなかった。彼は「最終的にやや滅茶苦茶だった」と表現し、「ユーモラスで真っ直ぐな正気でないギャングの不安な混在」と邪悪なソロモンの物語との間のコントラストを「神経に障る」と批判した。また、フラーは恐竜がメインプロットに対する余興に過ぎなかったと指摘した。彼はモーガンと同様、終盤のドクターの行動が視聴者の間で不安を呼ぶだろうと感じた。

## ホームメディア
日本語版DVDは2015年2月6日に『ドクター・フー ニュー・ジェネレーション DVD-BOX 2』に同梱されて発売された。